# La Rambla
La Rambla egy község Spanyolországban, Córdoba tartományban. La Rambla Montilla, Montalbán de Córdoba, Santaella, La Carlota, La Victoria, San Sebastián de los Ballesteros, Córdoba, Fernán Núñez, Montemayor és Guadalcázar községekkel határos. Lakosainak száma 7438 fő (2024).

## Népesség
A település népessége az elmúlt években az alábbi módon változott:
| Lakosok száma | 7330 | 7376 | 7410 | 7601 | 7640 | 7547 | 7576 | 7493 | 7515 | 7438 |
|               | 2001 | 2004 | 2006 | 2009 | 2011 | 2014 | 2016 | 2019 | 2021 | 2024 |